# Liolaemus orko
Liolaemus orko — вид ігуаноподібних ящірок родини Liolaemidae. Ендемік Аргентини.

## Поширення і екологія
Liolaemus orko відомі з типової місцевості, розташованої в гірському масиві Сьєрра-де-Ф'ямбала в Пампінських горах, на території провінції Катамарка. Вони живуть серед скель, на висоті від 4000 до 4200 м над рівнем моря. Є живородними.